# Schildnonne
Die Schildnonne (Lonchura ferruginosa) ist eine Art aus der Familie der Prachtfinken. Es werden keine Unterarten unterschieden.
Die IUCN schätzt die Art wegen des großen Verbreitungsgebiets und einer stabilen Population als  (=least concern – nicht gefährdet) ein.

## Beschreibung

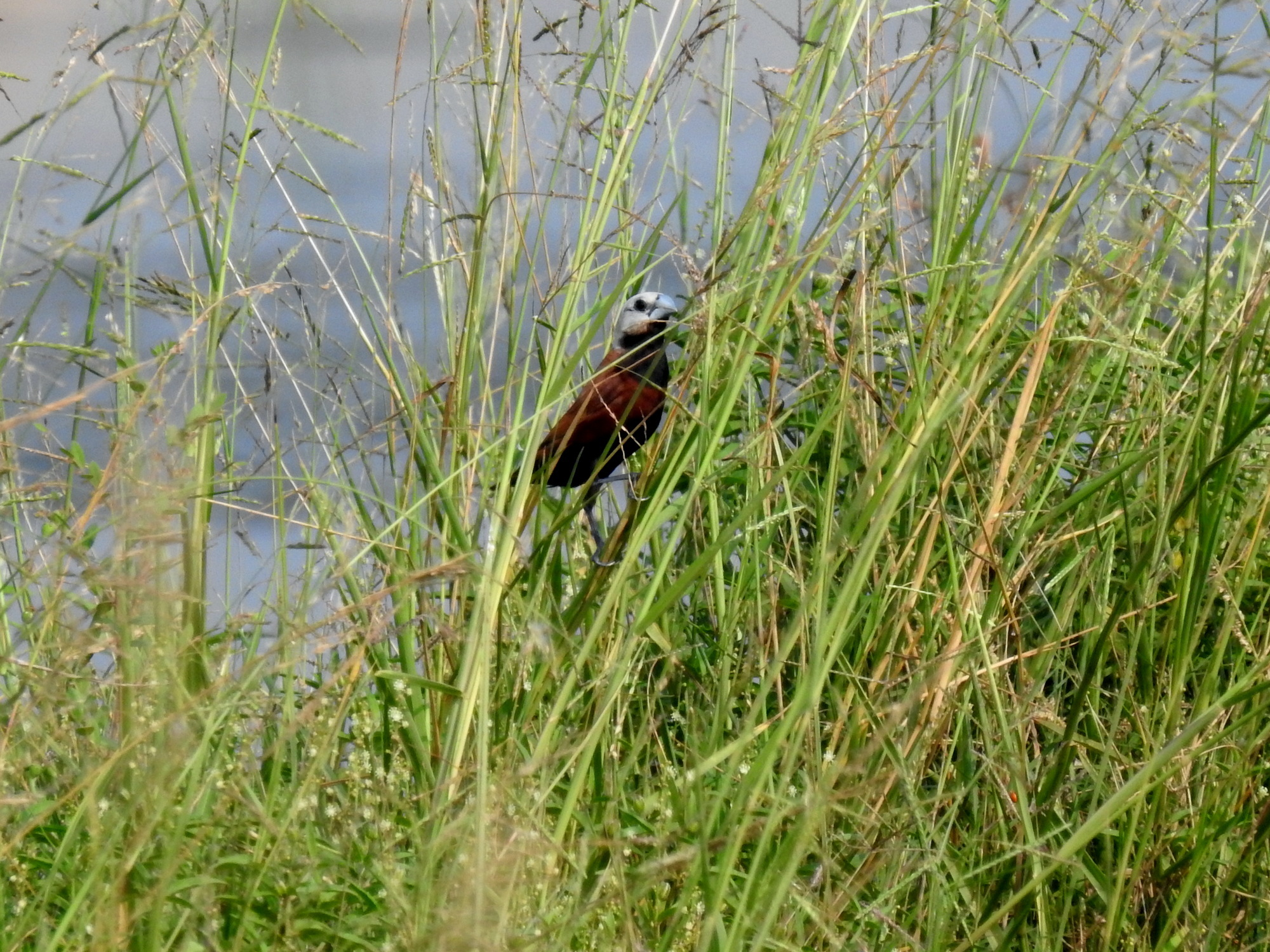
Schildnonne

Schildnonnen wiegen durchschnittlich zehn Gramm. Es besteht kein ausgeprägter Sexualdimorphismus. Die Stirn, der Oberkopf und der Hinterhals sind weiß. Davon scharf abgesetzt ist das Schwarz der Kehle. Auch die Vorderbrust sowie die Bauchmitte ist schwarz. Ansonsten ist das Körpergefieder kastanienbraun.

## Verbreitungsgebiet und Lebensweise
Das Verbreitungsgebiet der Schildnonne ist Java und Bali. Der Lebensraum sind offene Graslandschaften und Reisfelder bis in Höhenlagen von 1.500 Metern. Die Art tritt lokal in großen Schwärmen auf und gilt als Reisschädling. Die Brutzeit der Schildnonne ist im Westen Javas der Zeitraum von Dezember bis Juli. Das Nest ist rund und wird aus Gräsern gefertigt. Es steht in der Regel im hohen Gras oder in niedrigen Büschen. Das Gelege besteht aus vier bis sieben Eiern.

## Haltung
Die Schildnonne wurde angeblich schon um die Mitte des 19. Jahrhunderts in Europa im Vogelhandel angeboten. Gesichert ist, dass 1869 in Europa ein Paar gehalten wurde. Verglichen mit den nah verwandten Dreifarbennonnen und Schwarzkopfnonnen gelangt die Schildnonne wesentlich seltener in den Handel. Grundsätzlich gilt sie als ungeeignet für eine Käfighaltung. Sie benötigt für ihr Wohlbefinden eine gut strukturierte Voliere.